# Daru csillagkép

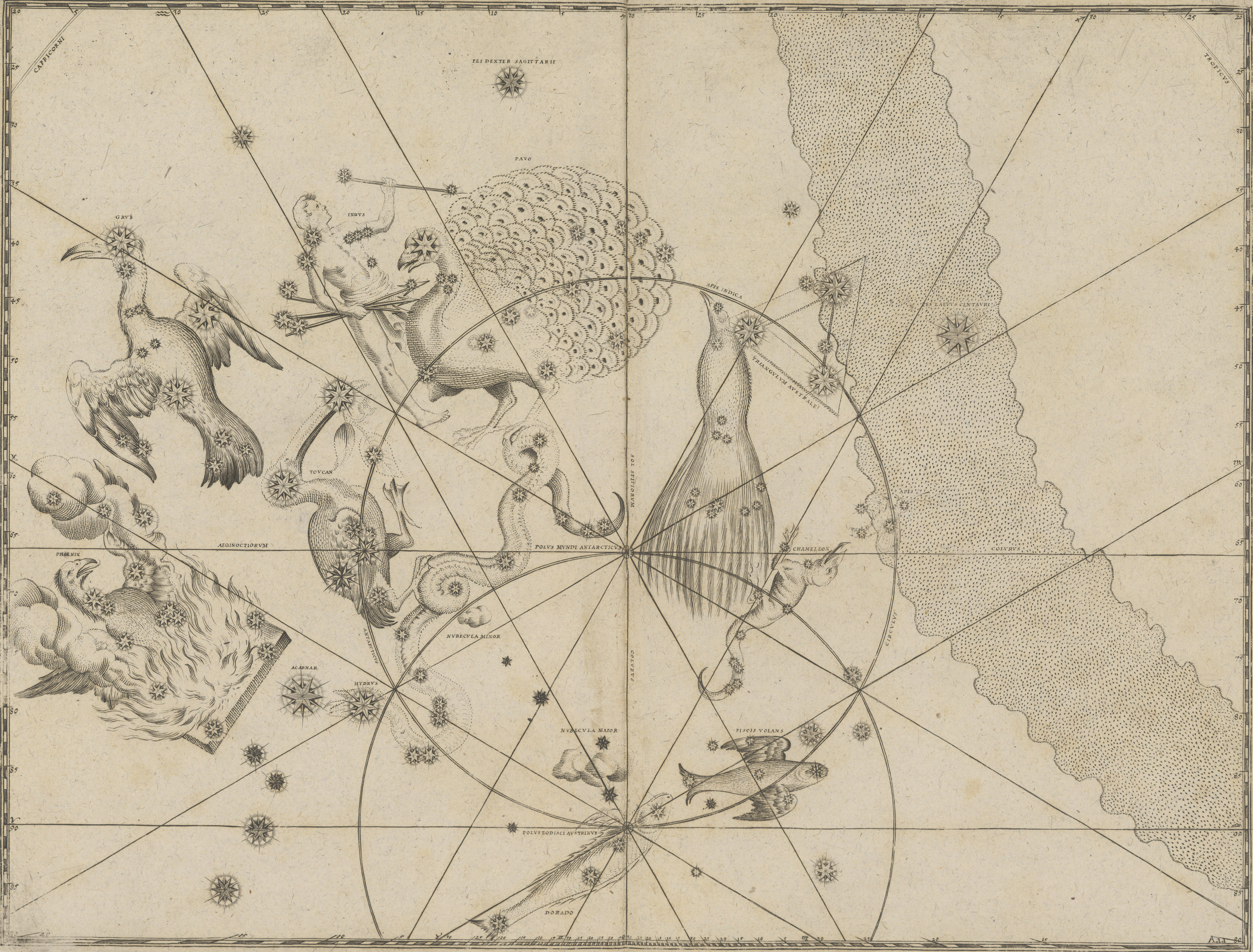
Déli csillagképek - Bayer-1661-Uranometria

A Daru (latin: Grus) egy csillagkép.

## Története, mitológia

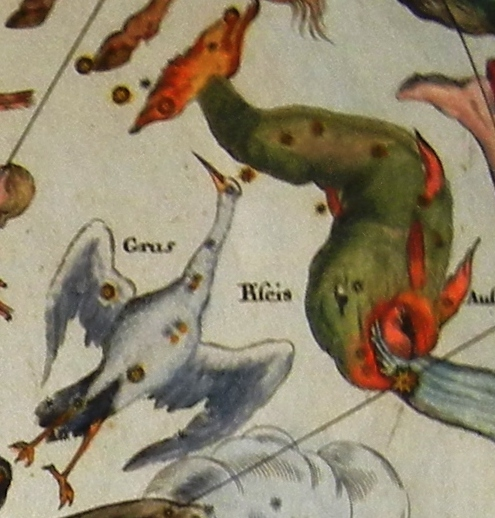
Grus and Piscis Austrinus from Atlas Coelestis

A Daru csillagai eredetileg a Déli Hal csillagképhez (Piscis Austrinus) tartoztak, erre utalnak az arab elnevezések is.
Petrus Plancius német csillagász tizenkét új konstellációt hozott létre Pieter Dirkszoon Keyser és Frederick de Houtman holland hajósok megfigyelései alapján.
A Daru  először egy 35 centiméteres átmérőjű éggömbön jelent meg, amit  1597-ben vagy 1598-ban adott ki Jodocus Hondius Amszterdamban. Atlaszban először 1603-ban volt látható. Plancius választotta a csillagkép nevét, mert erről a madárról úgy vélték, hogy az éberséget jelképezi.
A 17. századi Angliában egy rövid ideig Phoenicopterusnak (a flamingó latin neve) is hívták a Daru csillagképet.
Nem fűződik hozzá legenda, de a görög mitológiában Hermész szent állata volt.

## Látnivalók

### Csillagok
- α Gruis - arab neve Al Na'ir, Fényes, Láng, Égés. fehér színű, 1,73 magnitúdós, a Földtől mintegy 101 fényév távolságra lévő csillag.
- β Gruis - Al Phaulkah, Megérintő/Elsuhanó. vörös színű, 270 fényévre lévő, 3 500 K felszíni hőmérsékletű csillag, a fényrendje 2,24m.
- γ Gruis - Al Dhanab, Farok. Körülbelül 170 fényévre lévő, 2,07m-s csillag, a színképe M5. (létezik egy másik Gamma Gruis is, ennek adatai: 3,0m, 205 fényév, B8 színképosztály)
- δ1,2 Gruis: szabad szemmel is látható kettőscsillag, 4 és 4,1 magnitúdójú komponensekkel.
- μ Gruis: ez a kettőscsillag is látható szabad szemmel. A két csillag fényrendje 4,8 és 5,1m.

### Mélyég-objektumok
- Ic 1459: 10 magnitúdós galaxis a csillagkép északi határvonalánál.
- NGC 7410: 10.5 magnitúdós galaxis
- Alessi 183: hatalmas 5 fok méretű csillaghalmaz
- Grus-kvartett: Az NGC 7590-7599-75827552 jelű galaxisok alkotta csoport, mely a csillagkép K-i határvidékén található.
- Ferrero 25: nyílt csillaghalmaz

## Fordítás
- Ez a szócikk részben vagy egészben  a   Grus (constellation) című angol Wikipédia-szócikk fordításán alapul.  Az eredeti cikk szerkesztőit annak laptörténete sorolja fel. Ez a jelzés csupán a megfogalmazás eredetét és a szerzői jogokat jelzi, nem szolgál a cikkben szereplő információk forrásmegjelöléseként.